# Richburg (Nova York)
Richburg és una població dels Estats Units a l'estat de Nova York. Segons el cens del 2000 tenia 448 habitants.

## Demografia
Segons el cens del 2000, Richburg tenia 448 habitants, 161 habitatges, i 121 famílies. La densitat de població era de 188 habitants per km².
Dels 161 habitatges en un 41% hi vivien nens de menys de 18 anys, en un 59,6% hi vivien parelles casades, en un 9,9% dones solteres, i en un 24,8% no eren unitats familiars. En el 20,5% dels habitatges hi vivien persones soles el 13,7% de les quals corresponia a persones de 65 anys o més que vivien soles. El nombre mitjà de persones vivint en cada habitatge era de 2,78 i el nombre mitjà de persones que vivien en cada família era de 3,23.
Per edats la població es repartia de la següent manera: un 31% tenia menys de 18 anys, un 8,9% entre 18 i 24, un 28,8% entre 25 i 44, un 18,1% de 45 a 60 i un 13,2% 65 anys o més.
L'edat mediana era de 33 anys. Per cada 100 dones de 18 o més anys hi havia 95,6 homes.
La renda mediana per habitatge era de 21.750 $ i la renda mediana per família de 26.875 $. Els homes tenien una renda mediana de 30.156 $ mentre que les dones 15.938 $. La renda per capita de la població era de 10.515 $. Entorn del 16,9% de les famílies i el 16,6% de la població estaven per davall del llindar de pobresa.